# Posvojne zamjenice
Posvojne zamjenice čine jednu vrstu zamjenica u gramatici mnogih jezika. U nekim jezicima se ove riječi ne svrstavaju pod zamjenice, nego pod pridjeve. Gramatički se posvojne zamjenice ponašaju kao posvojni pridjevi, tj. imaju promjenu po padežima i broju. Posvojne zamjenice doprinose određenosti imenice ispred koje stoje.

## U hrvatskom jeziku
U hrvatskom jeziku posvojne zamjenice zamjenjuju posvojne pridjeve i označuju kojem glagolskom licu što pripada.

Odgovaraju na pitanja čiji? čija? čije?
- Pismo je Ivanovo.
- Pismo je njegovo.

Odnos je prema ličnim zamjenicama kao odnos posvojnih pridjeva prema imenicama:
- Vlasnik je Ivan. To je Ivanovo.
- Vlasnik sam ja. To je moje.

### Sklonidba u standardnom hrvatskom
Za sve posvojne zamjenice je:
- vokativ skoro svugdje jednak nominativu (u jedinini i množini),
- dativ jednak lokativu u jednini,
- dativ jednak lokativu i instrumentalu u množini,
- u množini su oblici za dativ i genitiv jednaki za sve rodove,
- analogno imenicama, za muški rod neživog je u jednini akuzativ jednak nominativu, a za živo je jednak genitivu.

Ovako se mijenja posvojna zamjenica moj; analogno se mijenja i tvoj:
| broj | padež   | muški rod        | muški rod        | srednji rod      | ženski rod |
| broj | padež   | živo             | neživo           | srednji rod      | ženski rod |
| ---- | ------- | ---------------- | ---------------- | ---------------- | ---------- |
| jd.  | N, V    | môj              | môj              | mòje             | mòja       |
| jd.  | G       | mòjeg(a), mog(a) | mòjeg(a), mog(a) | mòjeg(a), mog(a) | mòjē       |
| jd.  | D, L    | mòjem(u), môm    | mòjem(u), môm    | mòjem(u), môm    | mòjōj      |
| jd.  | A       | mòjeg(a), môg(a) | môj              | mòje             | mòju       |
| jd.  | I       | mòjim            | mòjim            | mòjim            | mòjom      |
| mn.  | N       | mòji             | mòji             | mòja             | mòje       |
| mn.  | G       | mòjīh            | mòjīh            | mòjīh            | mòjīh      |
| mn.  | D, L, I | mòjim(a)         | mòjim(a)         | mòjim(a)         | mòjim(a)   |
| mn.  | A       | mòje             | mòje             | mòja             | mòje       |
| mn.  | V       | môji             | môji             | mòja             | mòje       |

Ovako se mijenja naš; analogno se mijenja i vaš:
| broj | padež   | muški rod | muški rod | srednji rod | ženski rod |
| broj | padež   | živo      | neživo    | srednji rod | ženski rod |
| ---- | ------- | --------- | --------- | ----------- | ---------- |
| jd.  | N, V    | naš       | naš       | naše        | naša       |
| jd.  | G       | našeg(a)  | našeg(a)  | našeg(a)    | naše       |
| jd.  | D, L    | našem(u)  | našem(u)  | našem(u)    | našoj      |
| jd.  | A       | našeg(a)  | naš       | naše        | našu       |
| jd.  | I       | našim     | našim     | našim       | našom      |
| mn.  | N, V    | naši      | naši      | naša        | naše       |
| mn.  | G       | naših     | naših     | naših       | naših      |
| mn.  | D, L, I | našim(a)  | našim(a)  | našim(a)    | našim(a)   |
| mn.  | A       | naše      | naša      | naše        | naše       |

Posvojne zamjenice njegov, njezin i njihov mijenjaju se kao posvojni pridjevi s nastavcima -ov i -in.